# Emma Reid
Emma Reid (* 24. Mai 1995 in Cambridge) ist eine britische Judoka. Sie wurde Weltmeisterschaftsdritte 2024 und gewann 2022 bei den Commonwealth Games.

## Sportliche Karriere
Emma Reid kämpft seit 2015 in der Gewichtsklasse bis 78 Kilogramm, dem Halbschwergewicht.
Im November 2021 siegte sie beim Grand Slam in Abu Dhabi, wobei sie im Finale die Deutsche Alina Böhm bezwang. Im August 2022 bei den Commonwealth Games in Birmingham traf die für England startende Emma Reid im Finale auf die für Wales antretende Natalie Powell, Reid gewann den Titel. Während die englischen Männer vier Titel gewannen, war Reid die einzige englische Judo-Siegerin. 2023 schied Reid bei den Weltmeisterschaften in Doha in ihrem Auftaktkampf gegen die Portugiesin Patrícia Sampaio aus. Bei den Europameisterschaften in Montpellier verlor sie ihren ersten Kampf gegen die Deutsche Anna-Maria Wagner.
Im April 2024 bei den Europameisterschaften in Zagreb verlor Reid im Achtelfinale gegen Alina Böhm. Einen Monat später bei den Weltmeisterschaften in Abu Dhabi siegte Reid im Achtelfinale gegen die Niederländerin Guusje Steenhuis und im Viertelfinale gegen die Polin Beata Pacut. Nach ihrer Halbfinalniederlage gegen Anna-Maria Wagner gewann Reid den Kampf um Bronze gegen die Französin Audrey Tcheuméo. Bei den Olympischen Spielen 2024 in Paris schied Reid in ihrem Auftaktkampf gegen die Südkoreanerin Yoon Hyun-ji aus.